# Thøger Thøgersen
Thøger Ingvard Marius Thøgersen, född 24 februari 1885 i Viborg, död 9 december 1947 i Köpenhamn, var en dansk kommunist, agitator och politiker för Danmarks Kommunistiske Parti (DKP). Han var partiledare 1927-1931.
Thøger Thøgersen var son till snickaren Rasmus Christian Thøgersen (1854–1931) och Ane Elisabeth Arup (1855–1923). Hemmet var socialdemokratiskt och fadern var en framträdande partimedlem i Viborg och ordförande av en sjukkassa. Thøgersen gick i lära som sadelmakare och engagerade sig samtidigt i Socialdemokratiet. 1902 blev han ordförande av Socialdemokratisk Ungdoms Forbund i Viborg. Efter att blivit utlärd sadelmakare flyttade han till Köpenhamn och engagerade sig i förbundet där. Efter första världskrigets utbrott 1914 exkluderades han ur förbundet efter att ha kritiserat den socialdemokratiska ledningens stöd till ökade militära utgifter. Han reste till Tyskland för att arbeta som sadelmakare och anslöt sig efter hemkomsten till de danska vapenvägrarna och den syndikalistiska fackföreningen Fagoppositionens Sammenslutning (FS). Han kom att bli en framträdande agitator för dessa organisationer. Tillsammans med Marie Nielsen bildade han det revolutionära partiet Socialistisk Arbejderparti 1918. De var också partiets främsta agitatorer och deltog i flera manifestationer och demonstrationer. 1919 gick det samman med Danmarks venstresocialistiske parti och 1921 bytte det namn till Danmarks Kommunistiske Parti (DKP).
1927-1931 var Thøgersen partiledare för DKP. 1930 uppstod splittring och fraktionskamp inom partiet med bl.a. Thøgersen, Richard Jensen och Kai Moltke å ena sidan och Aksel Larsen, Martin Nielsen och Arne Munch-Petersen å andra sidan. Den senare fraktionen fick stöd från Komintern och gick därmed segrande ur konflikten. Det resulterade i att Thøgersen exkluderades ur partiet 1931 och skickades till Moskva för ”omskolning” för att få vara kvar inom partiet. Han blev i Moskva till 1936 och blev efter hemkomsten redaktör på Arbejderbladet. Han hamnade på nytt i blåsväder i slutet av 1930-talet då han bedrev hets mot de danska kommunister som ifrågasatte legitimiteten hos Moskvarättegångarna. Han exkluderades igen från partiet 1941 efter att vännen Richard Jensen deltagit i ett bombattentat mot en spansk trålare i Frederikshavn 1938. Thøgersen frikändes från misstankar om inblandning men förblev i fängelse på grund av att det blivit förbjudet att vara kommunist.
Under andra världskriget var Thøgersen internerad i Vestre fængsel, Horserødlägret och från 1943 internerad i det tyska koncentrationslägret Stutthof utanför Danzig. Hans hälsa tog allvarlig skada av detta och han dog 9 december 1947.